# Olivier Marceau
Olivier Marceau (* 30. Januar 1973 in Fontenay-aux-Roses, Département Hauts-de-Seine) ist ein ehemaliger französisch-schweizerischer Triathlet, dreifacher Olympiastarter (2000, 2004, 2008), Triathlon-Weltmeister auf der olympischen Distanz (2000), Xterra-Europameister Cross-Triathlon (2007, 2008, 2011) und Xterra-Vizeweltmeister (2004, 2006, 2007).

## Werdegang
Der Sohn eines französischen Sportlehrers und einer Schweizerin wuchs im Département Drôme im Süden Frankreichs auf und wurde 1993 Triathlon-Profi.

### Triathlon-Weltmeister 2000
Nachdem er im April 2000 Weltmeister geworden war, gehörte er im Vorfeld der Olympischen Sommerspiele 2000 zu den meist genannten Favoriten. Beim olympischen Rennen in Sydney (1,5 km Schwimmen, 40 km Radfahren und 10 km Laufen) lag er nach zwei Teildisziplinen in Führung, fiel dann aber auf der Laufstrecke auf den siebten Platz zurück. Vier Jahre später wurde er Achter.
Bis 2003 startete er für Frankreich und seither für die Schweiz.

### Europameister Cross-Triathlon 2007
Später bestritt er auch Rennen der XTerra-Kategorie (mit Mountainbike statt Rennrad) und gewann im Cross-Triathlon bei den Weltmeisterschaften 2004, 2006 und 2007 jeweils die Silbermedaille.
2008 startete er das dritte Mal im Triathlon bei den Olympischen Spielen und belegte in Peking für die Schweiz den 19. Rang. Im August 2011 wurde Marceau zum dritten Mal Xterra-Europameister.
Nach der Saison 2014 zog er sich aus dem aktiven Renngeschehen zurück und ist heute als Coach tätig.
Olivier Marceau ist verheiratet, hat eine Tochter und er lebt mit seiner Familie in Vallauris (Département Alpes-Maritimes).

## Sportliche Erfolge
| Datum/Jahr    | Rang | Wettbewerb                                          | Austragungsort        | Zeit        | Bemerkung |
| ------------- | ---- | --------------------------------------------------- | --------------------- | ----------- | --- |
| 3. Juli 2018  | 3    | Trigames Cagnes sur mer                             | Cagne                 | 04:54:46    | auf der Mitteldistanz an der Côte d’Azur |
| 29. Apr. 2012 | 3    | TriStar 111 Cannes                                  | Cannes                | 03:32:03    | Start bei der Erstaustragung (1 km Schwimmen, 100 km Radfahren und 10 km Laufen)                                                                               |
| 25. Sep. 2011 | 5    | Ironman 70.3 Pays d’Aix France                      | Aix-en-Provence       | 03:56:04    | |
| 17. Apr. 2011 | 1    | TriStar111 Mallorca                                 | Portocolom            | 03:40:29    | 1 km Schwimmen, 100 km Radfahren, 10 km Laufen |
| 27. Juni 2010 | 3    | Ironman France                                      | Nizza                 | 08:52:25    | [ 2 ] |
| 6. Juni 2010  | 3    | Ironman 70.3 Switzerland                            | Rapperswil-Jona       | 03:55:16    | [ 3 ] |
| 2. Apr. 2010  | 2    | TriStar111 Nevis                                    | Charlestown           | 03:49:14    | 1 km Schwimmen, 100 km Radfahren und 10 km Laufen |
| 2010          | 1    | TriStar111 Monaco                                   | Monaco                | 03:44:51    | Sieg bei der Erstaustragung (1 km Schwimmen, 100 km Radfahren und 10 km Laufen) vor dem Spanier Mikel Elgezabeler                                              |
| 28. Juni 2009 | 5    | Ironman France                                      | Nizza                 | 08:52:53    | |
| 7. Juni 2009  | 2    | Challenge France                                    | Niederbronn-les-Bains | 03:53:47    | Olivier Marceau erzielt den zweiten Rang über die Mitteldistanz (1,9 km Schwimmen, 90 km Radfahren, 21,1 km Laufen) hinter dem Australier Chris McCormack.     |
| 10. Mai 2008  | 3    | ETU European Triathlon Short Distance Championships | Lissabon              | 01:53:54    | Kurzdistanz |
| 2008          | 19   | Olympische Sommerspiele 2008                        | Peking                | 01:50:50,07 | |
| 2007          | 3    | Triathlon de Genève                                 | Genf                  | 01:59:35    | Hinter dem deutschen Sieger Maik Petzold und dem Briten Andrew Johns wird Olivier Marceau Schweizer Meister (1,5 km Schwimmen, 40 km Radfahren, 10 km Laufen). |
| 2004          | 1    | 15. Tagaman Triathlon                               | Saipan                | 02:42:57    | Sieg auf den Nördlichen Marianen (2 km Schwimmen, 60 km Radfahren und 15 km Laufen)                                                                            |
| 2004          | 8    | Olympische Sommerspiele 2004                        | Athen                 | 01:52:44,36 | |
| 2003          | 3    | ITU Triathlon Short Distance World Championships    | Queenstown            |             | |
| 2003          | 3    | Triathlon International de Nice                     | Nizza                 |             | |
| 30. Apr. 2000 | 1    | ITU Triathlon Short Distance World Championships    | Perth                 |             | Weltmeister auf der olympischen Distanz (1,5 km Schwimmen, 40 km Radfahren und 10 km Laufen)                                                                   |
| 2000          | 7    | Olympische Sommerspiele 2000                        | Sydney                |             | |
| 1996          | 2    | Triathlon International de Nice                     | Nizza                 |             | |

| Datum/Jahr    | Rang | Wettbewerb                                 | Austragungsort      | Zeit         | Bemerkung                                                                                       |
| ------------- | ---- | ------------------------------------------ | ------------------- | ------------ | ----------------------------------------------------------------------------------------------- |
| 5. Apr. 2014  | 5    | Xterra Saipan                              | Saipan              | 02:49:48     | 1,5 km Schwimmen, 30 km Mountainbike und 10 km Crosslauf                                        |
| 27. Okt. 2013 | 28   | Xterra Triathlon World Championships       | Maui                | 02:55:09     | Weltmeisterschaft Cross-Triathlon                                                               |
| 10. März 2012 | 2    | Xterra Guam Championships                  | Guam                |              |                                                                                                 |
| 23. Okt. 2011 | 6    | Xterra Triathlon World Championships       | Maui                | 02:29:40     | Weltmeisterschaft Cross-Triathlon (1,5 km Schwimmen, 29,5 km Mountainbike und 9,8 km Crosslauf) |
| 10. Sep. 2011 | 1    | Xterra Switzerland                         | Prangins            |              |                                                                                                 |
| 21. Aug. 2011 | 1    | Xterra European Triathlon Championships    | Olbersdorf          |              | Marceau wird zum dritten Mal Xterra-Europameister – bei der Xterra Germany                      |
| 10. Juli 2011 | 3    | Xterra France                              | Xonrupt             | 03:02:49     | 1,5 km Schwimmen, 34 km Mountainbike und 10 km Crosslauf                                        |
| 2. Juli 2011  | 2    | ETU European Cross Triathlon Championships | Visegrád            | 01:45:54     | Vizeeuropameister (1,2 km Schwimmen, 25 km Mountainbike und 7,2 km Crosslauf)                   |
| 29. Mai 2011  | 1    | Xterra Italy                               | Sardinien           |              |                                                                                                 |
| 30. Apr. 2011 | 3    | ITU Cross Triathlon World Championships    | Extremadura         | 01:29:42     | 1 km Schwimmen, 20 km Mountainbiken und 6 km Geländelauf                                        |
| 11. Sep. 2010 | 1    | Xterra Switzerland                         | Prangins            |              |                                                                                                 |
| 1. Juli 2010  | 3    | Xterra France                              | Xonrupt             |              |                                                                                                 |
| 30. Mai 2010  | 2    | Xterra European Triathlon Championships    | Cala Ginepro        |              | Vizeeuropameister auf Sardinien bei der Xterra Italy                                            |
| 23. Aug. 2009 | 4    | Xterra European Triathlon Championships    | Klopeiner See       | 02:30:41,565 | Europameisterschaft Cross-Triathlon bei der Xterra Austria                                      |
| 31. Mai 2009  | 3    | ETU European Cross Triathlon Championships | Sardinien           | 02:28:22     |                                                                                                 |
| 1. Juni 2008  | 1    | Xterra European Triathlon Championships    | Sardinien           |              | Sieg und Europameister im Cross-Triathlon vor Nicolas Lebrun und dem Deutschen Felix Schumann   |
| 28. Okt. 2007 | 2    | Xterra Triathlon World Championships       | Maui                | 02:42:05     | Cross-Triathlon                                                                                 |
| 26. Mai 2007  | 1    | Xterra European Triathlon Championships    | Sardinien           |              | Sieg und Europameister im Cross-Triathlon                                                       |
| 17. März 2007 | 1    | Xterra Saipan                              | Saipan              |              |                                                                                                 |
| 29. Okt. 2006 | 2    | Xterra Triathlon World Championships       | Maui                | 02:42:55     | Vizeweltmeister im Cross-Triathlon                                                              |
| 1. Apr. 2006  | 1    | Xterra Saipan                              | Saipan              |              |                                                                                                 |
| 3. Sep. 2005  | 1    | Xterra Spain                               | Bakio               |              |                                                                                                 |
| 18. Juni 2005 | 1    | Xterra Czech                               | Hluboká nad Vltavou |              |                                                                                                 |
| 9. Apr. 2005  | 1    | Xterra Saipan                              | Saipan              |              |                                                                                                 |
| 24. Okt. 2004 | 2    | Xterra Triathlon World Championships       | Maui                | 02:29:45     | Vizeweltmeister im Cross-Triathlon                                                              |
| 11. Sep. 2004 | 1    | Xterra Germany                             | Titisee             |              |                                                                                                 |
| 19. Juni 2004 | 1    | Xterra Austria                             | Achensee            |              |                                                                                                 |
| 27. Okt. 2002 | 5    | Xterra Triathlon World Championships       | Maui                | 02:34:43     | Xterra-Weltmeisterschaft Cross-Triathlon                                                        |

(DNF – Did Not Finish)